# Juticalpa
Juticalpa est une ville du Honduras, chef-lieu du département d'Olancho. Elle a été fondée en 1530.